# The Sun Always Shines on T.V.
«The Sun Always Shines on T.V.» (рус. На ТВ всегда светит солнце) — третий сингл из дебютного альбома Hunting High and Low группы a-ha. Релиз состоялся 16 декабря 1985 года. В Великобритании сингл был оценён как серебряный.

## Композиции

### 7": Warner Bros. / W 8846
1. «The Sun Always Shines on T.V.» — 4:30
2. «Driftwood» — 3:04

### 12": Warner Bros. / W 8846T
1. «The Sun Always Shines on T.V.» (Extended Version) — 8:25
2. «Driftwood» — 3:04

### 12": Warner Bros. / W 8846T II
1. «The Sun Always Shines on T.V.» (Extended Version) — 7:09
2. «Driftwood» — 3:04

### 12": Warner Bros. / 20410-0
1. «The Sun Always Shines on T.V.» (Extended Version) — 8:25
2. «The Sun Always Shines on T.V.» (Instrumental) — 6:39
3. «Driftwood» — 3:04

## Видеоклип
Клип был снят в октябре 1985 года в Англии. Вначале демонстрируется вступление, завершающее историю мотогонщика и девушки (сыгранных Мортеном Харкетом и его тогдашней подругой Банти Бейли) из предыдущего клипа группы «Take on Me». Стоя в парке (сцена была снята в Удней-Холл-Гарденз в Теддингтоне, графство Мидлсекс) друг напротив друга, они наслаждаются вечером. В какой-то момент гонщик обнаруживает, что начинает медленно превращаться в двухмерного нарисованного (очевидно, он не может вечно существовать в этом мире). Корчась от боли и с тоской глядя на девушку, гонщик бросается бежать по аллее и с яркой вспышкой исчезает, а расстроенная девушка одиноко прислоняется к дереву. Затем на экране появляются надписи «The End, A Warner Bros. First National Picture» (отсылка к любовным мелодрамам золотой эпохи «Голливуда»).
Далее действие клипа переносится в большой церковный собор (сцена была снята в Церкви Святого Альбана в том же Теддингтоне), где, стоя в районе алтаря перед гигантской толпой различных манекенов, члены группы (в их числе барабанщик Линдси Эллиот, участвовавший только в записях сессий, но на сцену никогда не выходивший) исполняют уже саму песню. Эта часть клипа снята в чёрно-белом цвете, некоторые сцены выполнены в пастельной колоризации.

## Позиции в хит-парадах
| Чарт                   | ЛП |
| ---------------------- | -- |
| Австрийский сингл-чарт | 8  |
| Британский сингл-чарт  | 1  |
| Германский сингл-чарт  | 5  |
| Ирландский сингл-чарт  | 1  |
| Итальянский сингл-чарт | 11 |
| Норвежский сингл-чарт  | 2  |
| Billboard Hot 100      | 20 |
| Французский сингл-чарт | 10 |
| Швейцарский сингл-чарт | 7  |
| Шведский сингл-чарт    | 2  |

| Чарт (1986)                             | Позиция |
| --------------------------------------- | ------- |
| США (Billboard Top Dance Sales Singles) | 49      |

## The Sun Always Shines on T.V. a-ha Live

Обложка сингла в 2003 году

В 2003 году a-ha вновь выступили с синглом «The Sun Always Shines on T.V.» на концерте. Запись с выступления стала синглом концертного альбома группы How Can I Sleep With Your Voice In My Head.

### Композиции
1. «The Sun Always Shines on T.V.» (Live — Single Edit)
2. «The Sun Always Shines on T.V.» (Live — Album version)
3. «Scoundrel Days» (Live)
4. «The Sun Always Shines on T.V.» (Live — Video Clip)